# Abel Hugo

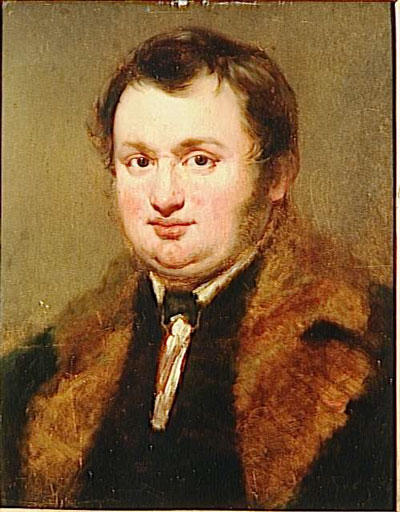
Abel Hugo (Julie Hugo, 1837)

Abel Joseph, comte Hugo (* 15. November 1798 in Paris; † 7. Februar 1855 ebenda) war ein französischer Essayist. Er war der ältere Bruder von Victor Hugo, seine Eltern waren der General Joseph Léopold Sigisbert Hugo und Sophie Trébuchet.

## Leben
Abel Hugo war der einzige der drei Söhne des Generals, der seinem Vater nach Spanien folgte, als dieser in Diensten des Königs Joseph Bonaparte (1808–1813) stand. Als 13-Jähriger trat er in die Pagenschule Bonapartes ein und war in der Folge der einzige französische Page am spanischen Hof. Nach dem Sturz Napoleons diente er bis 1818 im französischen Generalstab.
Im Dezember 1819 gründete er mit seinen Brüdern die Zeitschrift „Le Conservateur littéraire“ und übernahm hier Aufgaben im Vertrieb und der Verwaltung. 1827 heiratete er Louise Rose Julie Duvidal de Montferrier, eine Künstlerin, die bei Jacques-Louis David studiert hatte. Sie war die Tochter von Jean-Jacques Duvidal de Montferrier, zweiter Marquis de Montferrier. Sie hatten zwei Söhne; Léopold Armand (1828–1895), ein Künstler, Mathematiker und Funktionär, und Jules Joseph Napoléon (1835–1863), ein Jesuitenpriester. Mit dem Tod seines Vaters 1828 erbte er den Grafentitel. 1833 arbeitete er bei der Revue des Deux Mondes mit, dann auch bei den Zeitschriften „Le Spectateur militaire“ und „Journal de l'Armée“. 1835 publizierte er „France pittoresque“ (3 Bände, nach Departements geordnet), 1836 bis 1843 „Histoire générale de la France par les manuscrits“ (5 Bände), schließlich 1838 „France militaire: 1792–1837“ (ebenfalls 5 Bände).

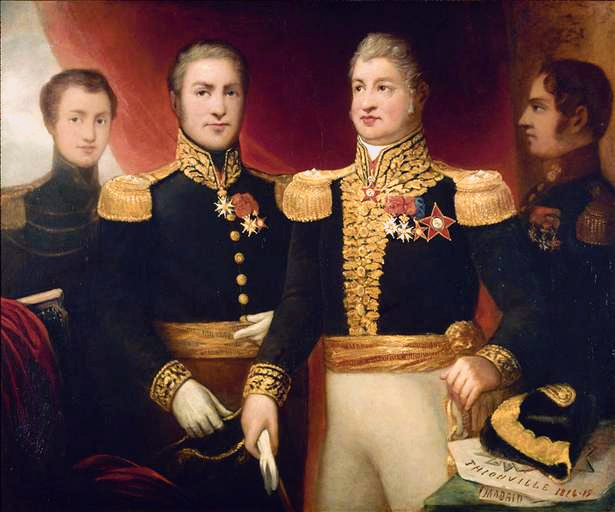
Der General Léopold Hugo (2. v. r.) mit seinen Brüdern und seinem Sohn Abel (links) (Julie Hugo, unbekanntes Jahr) im Appartement Victor Hugos an der Place des Vosges

## Werke
- Mit Armand Malitourne und Jean-Joseph Ader, Traité du mélodrame (1817, online)
- Histoire de la campagne d'Espagne en 1823, 2 Bände (1824/25)
  - Band I (online)
  - Band II (online)
- Souvenirs et mémoires sur Joseph Napoléon en 1811, 1812 et 1813, Revue des Deux Mondes (1833)
  - Band 1 (bei Wikisource)
  - deutsche Übersetzung: A. Hugos Geschichte des Kaisers Napoleon (online)
- France pittoresque, ou Description pittoresque, topographique et statistique des départements et colonies de la France, 3 Bände (1835)
  - Band I (online)
  - Band III (online)
- Histoire de l'Empereur Napoléon (1836/37)
- Histoire générale de France, depuis les temps les plus reculés jusqu'à nos jours, 5 Bände (1836/43)
- France militaire, Histoire des armées françaises de terre et de mer, de 1792 à 1837:
  - Band I (1835, online)
  - Band II (1835, online)
  - Band III
  - Band IV (1838, online)
  - Band V (1838, online)

## Familie
Abel Hugo heiratete 1827 die Malerin Louise Rose Julie du Vidal (oder Duvidal) de Montferrier (1798–1865), eine Schülerin von Jacques-Louis David. Sie war eine Tochter von Jean Jacques Duvidal de Montferrier (1752–1829), 2. Marquis de Montferrier, und eine Cousine zweiten Grades von Jean-Jacques Régis de Cambacérès (1753–1824). Das Ehepaar hatte zwei Kinder:
1. Léopold Armand (1828–1895), Grafiker; ⚭  1855 Marie Jeanne Clémentine Solliers (* 1835)
2. Joseph Napoléon „Jules“ (1835–1863), Jesuit